# Valentino (nome)
Valentino  è un nome proprio di persona italiano maschile.

## Varianti
- Maschili
  - Ipocoristici: Tino[2], Vale
- Femminili: Valentina[1][3]

### Varianti in altre lingue
- Asturiano: Ventín[5]
- Basco: Balendin[2][5]
- Bulgaro: Валентин (Valentin)[2]
- Catalano: Valentí[5]
- Ceco: Valentin[2][4]
- Croato: Valentin[2]
  - Ipocoristici: Valent[2], Tin[2]
- Danese: Valentin[2][4]
- Finlandese: Valentin[2]
- Francese: Valentin[2][4]
- Galiziano: Valentín[5]
- Gallese: Folant[2][4]
- Greco moderno: Βαλεντίνος (Valentinos)
- Inglese: Valentine[2][4]
  - Ipocoristici: Val[2]
- Latino: Valentinus[2]
- Lettone: Valentīns[2]
- Lituano: Valentinas[2]
- Norvegese: Valentin[4]
- Olandese: Valentijn[2]
- Polacco: Walenty[2][4]
- Portoghese: Valentim[2]
- Rumeno: Valentin[2][4]
  - Ipocoristici: Vali[2]
- Russo: Валентин (Valentin)[2][4]
  - Ipocoristici: Валя (Valja)[2]
- Scozzese: Ualan[2]
- Slovacco: Valentín[2]
- Sloveno: Valentin[2]
  - Ipocoristici: Tine[2], Tinel[2]
- Spagnolo: Valentín[2][4][5]
- Svedese: Valentin[2][4]
- Tedesco: Valentin[2][4]
- Ucraino: Валентин (Valentyn)[2]
- Ungherese: Bálint[2][4]

## Origine e diffusione
Deriva dal cognomen romano Valentinus, a sua volta derivato dal nome Valente; potrebbe trattarsi tanto di un diminutivo, quanto di un patronimico (avente quindi il significato "discendente di Valente", "appartenente a Valente", e simili).
Il nome è attestato in tutta Italia, dove è sostenuto già dal Medioevo dal culto dei vari santi così chiamati, e registrando un'impennata a partire dagli anni 1920 grazie alla fama dell'attore Rodolfo Valentino; negli anni 1970 se ne registravano circa trentaduemila occorrenze. Nei paesi anglofoni, nella forma Valentine, è usato occasionalmente dal XII secolo.

## Onomastico
L'onomastico si festeggia generalmente il 14 febbraio in onore di san Valentino, vescovo di Terni e martire, universalmente noto come patrono degli innamorati; lo stesso giorno si ricorda anche un omonimo prete martire a Roma, che visse un secolo prima e battezzò Santa Lucilla, nonché un corpo santo venerato a Udine. Si ricordano con questo nome altri santi, fra i quali, alle date seguenti:
- 7 gennaio, san Valentino, vescovo di Passavia[6][7]
- 7 gennaio, san Valentino II, vescovo di Terni[7]
- 4 luglio, san Valentino, sacerdote ed eremita a Langres[6][7]
- 16 luglio, san Valentino, vescovo di Treviri e martire[1][6]
- 26 ottobre, san Valentino, martirizzato a Segovia dai Mori assieme alla sorella Engrazia[7]
- 1º novembre, san Valentino de Berrio Ochoa, vescovo e martire in Vietnam con altri compagni[6]
- 3 novembre, san Valentino, martire a Viterbo assieme a sant'Ilario[6]
- 6 novembre, san Valentino, vescovo di Genova[6][7]
- 16 dicembre, san Valentino, martire a Ravenna[1][7]

## Persone

Valentino Mazzola

Valentin Serov

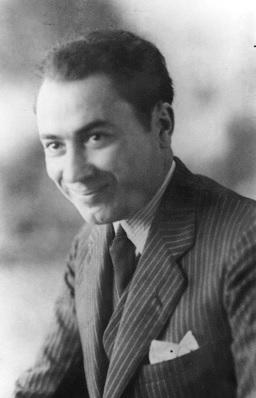
Valentín Paz-Andrade

- Valentino, filosofo e predicatore egiziano
- Valentino, stilista italiano
- Valentino Bompiani, editore, scrittore e drammaturgo italiano
- Valentino Fioravanti, compositore italiano
- Valentino Mazzola, calciatore italiano
- Valentino Orsolini Cencelli, politico e agronomo italiano
- Valentino Picone attore, cabarettista, conduttore televisivo, sceneggiatore e regista italiano
- Valentino Rossi, pilota motociclistico italiano
- Valentino Rovisi, pittore austriaco

### Variante Valentin
- Valentin Bulgakov, scrittore e pacifista russo
- Valentin Ceaușescu, fisico rumeno
- Valentin Conrart, scrittore e letterato francese
- Valentin de Boulogne, pittore francese
- Valentin Kataev, scrittore russo
- Valentin Lebedev, cosmonauta sovietico
- Valentin Muratov, ginnasta e allenatore di ginnastica artistica sovietico
- Valentin Müller, medico e colonnello tedesco
- Valentin Schmalz, teologo e pastore unitariano tedesco
- Valentin Serov, pittore, scenografo e ritrattista russo

### Variante Bálint
- Bálint Alsáni, cardinale e vescovo cattolico ungherese
- Bálint Bajner, calciatore ungherese
- Bálint Bakfark, compositore e liutista ungherese
- Bálint Balassi, poeta ungherese
- Bálint Hóman, storico e politico ungherese
- Bálint Vécsei, calciatore ungherese

### Altre varianti
- Valentine Ball, geologo e ornitologo irlandese
- Valentine Davies, sceneggiatore, regista e produttore cinematografico statunitense
- Valentim Loureiro, militare, politico e imprenditore portoghese
- Valentí Massana, atleta spagnolo
- Valentín Paz-Andrade, poeta, scrittore e politico spagnolo
- Valentín Villafañe, attore argentino

## Il nome nelle arti
- Valentino, detto "Vale" è uno dei protagonisti della miniserie televisiva Braccialetti rossi.
- Valentin (Valentín) è un film del 2002 diretto da Alejandro Agresti.
- Valentin Eisner è un personaggio dell'anime Inazuma Eleven Ares.
- Valentino è un personaggio della serie animata Hazbin Hotel.